# Laranueva
Laranueva es una localidad española del municipio de Torremocha del Campo, perteneciente a la provincia de Guadalajara, en la comunidad autónoma de Castilla-La Mancha.

## Geografía
Laranueva está a una altitud de 1125 m sobre el nivel del mar, con latitud +40.942359, y longitud -2.54597. Su término o territorio abarca 20,6 km², y su principal vía de acceso es la carretera comarcal GU-928. Tiene un clima continental del tipo serrano, con abundantes precipitaciones y nevadas entre los meses de octubre y marzo, y temperaturas que en invierno pueden alcanzar en invierno hasta los -15 °C, mientras que en verano es raro que al mediodía se superen los 30 °C. Comparte con el pueblo vecino, La Fuensaviñán, un bosque de marojos en un entorno lacustre que es el hábitat natural del corzo y del jabalí. Dista unos 75 km de la capital, Guadalajara, desde la cual se accede por la A-2 dirección Zaragoza, tomando el desvío por la salida 119 hacia Torresaviñán.

## Historia
La villa de Laranueva se encuentra situada al norte de la Alcarria en su parte más oriental, asen- tada en la meseta que separa el valle del Henares y el Tajuña. Son tierras altas y frías en las que la vegetación es escasa, rodeadas de amplios campos de cultivo para cereal de secano. Etimológicamente su nombre procede de la reconquista de estas tierras por parte del señor Manrique de Lara, quien en cumplimiento de su poder puso estas tierras en manos de gentes llegadas del norte para que fuesen repobladas, formándose así un nuevo caserío cuyo nombre deriva del apellido de la familia Lara.
Esta villa estuvo ligada a la repoblación de las tierras en el valle del Tajuña. Ya durante el primer fuero de Molina de Aragón, hacia 1154, quedan establecidos los límites occidentales en la fortaleza de La Torresaviñán, siendo la cercana población de Laranueva el centro administrativo del nuevo alfoz de Lara, promovido como colonización de las tierras despobladas y recién reconquistadas. Permanece en el Señorío de Molina durante el siglo XII y con posterioridad, a raíz del reinado de Pedro I de Castilla, las posesiones de este nuevo alfoz de Lara pasan a ser incluidas en el Ducado de Medinaceli, formando parte de la sexma del extremo por situarse en los límites del mismo. Hacia el siglo VIII, y de acuerdo con el censo de Floridablanca, se integra en la provincia de Soria, cuyos límites se extendían al sur de la ciudad de Medinaceli, de la cual saldría para permanecer definitivamente en la provincia de Guadalajara a mediados del siglo XIX y libre de cualquier señorío medieval.
En el primer Fuero de Molina, otorgado al Señorío de Molina de Aragón por su primer señor, Manrique de Lara, quedan establecidos los límites occidentales en la fortaleza o castillo de La Torresaviñán. Basándonos en la tesis de Escalona Monge, Lara nueva fue el centro administrativo del Nuevo Alfoz de Lara, promovido por la familia Lara como colonización de sus tierras despobladas y recién conquistadas en la zona denominada Extremadura de Castilla.
Laranueva permanece en el Señorío de Molina durante el siglo XII.  Con posterioridad, y a raíz del reinado de Pedro I de Castilla, los Lara vieron declinar su poderío en la zona, y el Nuevo Alfoz de Lara pasó a integrarse en las posesiones del Ducado de Medinaceli, concretamente en la Sexma del Extremo, en calidad de lugar. En el Libro Becerro de las Behetrías de Castilla, de 1301, aparece incluido en el Condado de Medinaceli.
Laranueva permaneció desde el siglo XIV integrado en el Ducado de Medinaceli, y en su común de Villa y Tierra. En el siglo XVIII aparece integrada en la provincia de Soria, de acuerdo con el Censo de Floridablanca. Como conclusión de las divisiones provinciales llevadas a cabo en el siglo XIX, terminó integrada en la provincia de Guadalajara. Cuando desapareció la figura administrativa de los señoríos, en el siglo XIX, quedó integrada en el partido judicial de Cifuentes.
Hacia mediados del siglo XIX, el lugar, por entonces con ayuntamiento propio, tenía contabilizada una población de 147 habitantes. La localidad aparece descrita en el décimo volumen del Diccionario geográfico-estadístico-histórico de España y sus posesiones de Ultramar de Pascual Madoz de la siguiente manera:

LARANUEVA: l. con ayunt. en la prov. de Guadalajara (12 leg.), part. jud. y dióc. de Sigüenza (3): sit. en un elevado llano, con libre ventilacion y clima frio, las enfermedades mas comunes son tercianas y reumas, á causa sin duda del encharque de aguas, en un prado contiguo á la pobl.: tiene esta 32 casas; la consistorial; escuela de instruccion primaria frecuentada por 16 alumnos; una fuente de finas aguas que provee á las necesidades del vecindario; una igl parr. (Sta. Maria Magdalena) servida por un cura y un sacristan: confina el térm. N. Tortonda; E. Cortes; S. Renales, y O. Torrecuadrada; dentro de él se encuentran las ermitas de San Juan y San Sebastian, y varios manantiales de buenas aguas: el terreno es de secano y de mediana calidad; comprende un monte de encina y roble, parte hueco y parte tallar. caminos: los locales de herradura y en mal estado. correo: se recibe y despacha en la cartería de Torremocha, por propio. prod.: trigo, cebada, avena y legumbres; se cria ganado lanar y las caballerias necesarias para la labranza. ind.: la agrícola. comercio: esportacion del sobrante de frutos, algun ganado y lana, é importacion de los art. de consumo que faltan. pobl.: 35 vec., 147 alm. cap. prod.: 828,000 rs. imp.: 41,400 rs. contr.: 2,280 rs.
(Madoz, 1847, p. 76)

El municipio de Laranueva desapareció en 1970 al incorporado junto con los de Navalpotro, Torresaviñán, La Fuensaviñán, Renales y Torrecuadrada de los Valles al término municipal de Torremocha del Campo.

## Demografía
| Gráfica de evolución demográfica de Laranueva entre 1842 y 1960 |
| |
| Población de derecho según los censos de población del INE Población de hecho según los censos de población del INEEntre el censo de 1970 y el anterior, este municipio desaparece porque se integra en el municipio Torremocha del Campo |

## Política local
Laranueva tiene la categoría de ayuntamiento pedáneo, teniendo como ayuntamiento principal a Torremocha del Campo. Esta condición está regulada por un Estatuto de Agregación de 1969, que incluye a los pueblos de, Renales, Navalpotro, Torrecuadrada de los Valles, La Fuensaviñán, La Torresaviñán y Torremocha del Campo, además de a Laranueva. El estatuto establece la existencia de un alcalde de barrio, designado por los concejales electos de Torremocha del Campo, que actúa en representación del Ayuntamiento y de los vecinos del propio pueblo. La localidad conserva, en virtud del acuerdo de agregación, la propiedad y explotación de sus bienes públicos, y el derecho a percibir los ingresos de esos bienes.